# Vada (Gericht)
Vada bezeichnet eine Variationsbreite frittierter Zubereitungen der indischen Küche, die als Beilage, Vorspeise oder Snack verbreitet sind und typischerweise mit Sambar und Chutney gegessen werden.

## Variationen

### Batata Vada
Batata Vada, ursprünglich aus Gujarat, bezeichnet Vada aus einer pikanten Kartoffelmasse, umhüllt von einem Teig aus Kichererbsen, die kugelförmig in heißem Fett ausgebacken und mit Chutney gegessen werden.

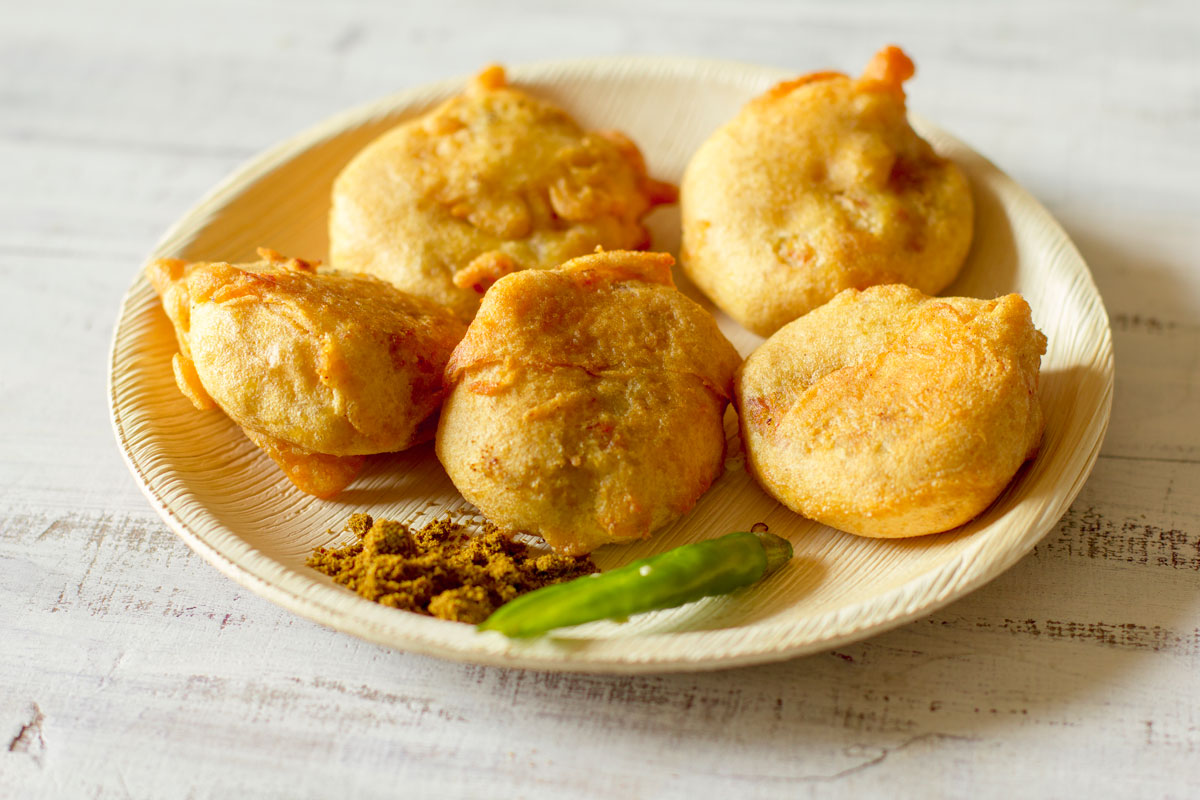
Ein Schälchen mit fünf Mumbai Batata Vada.

### Dahi Vada
Dahi Vada wird aus (Medu) Vada zubereitet, die nach dem Frittieren erst in Wasser und schließlich in leicht gesüßtem und gegebenenfalls gewürztem Joghurt eingelegt werden.

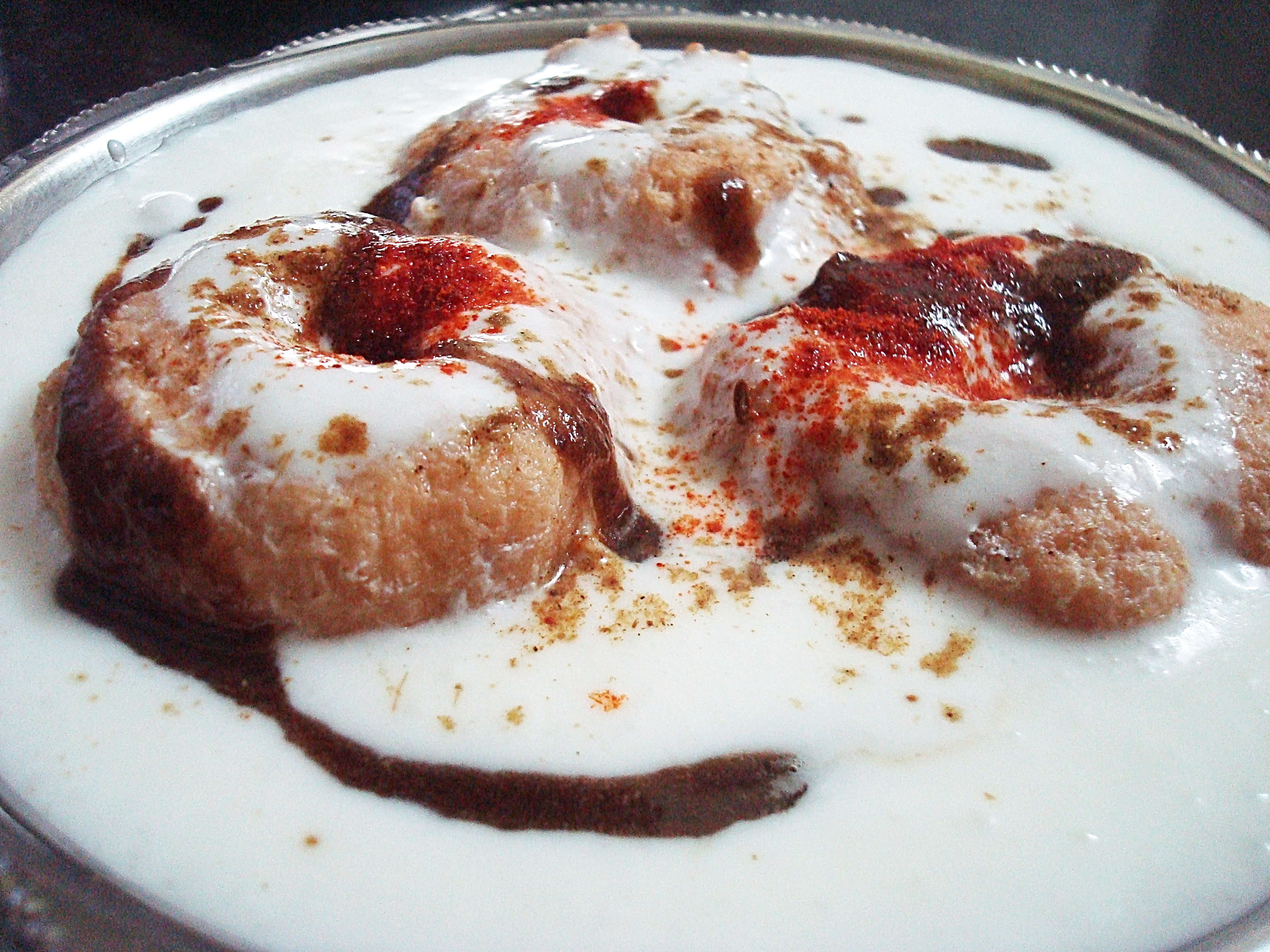
Dahi (Medu) Vada, serviert mit Chutney und Gewürzen.

### Masala Vada
Masala Vada, die besonders im südindischen Tamil Nadu verbreitet sind, werden aus halbierten Kichererbsen (chana dal), Zwiebeln und verschiedenen Gewürzen zubereitet, wie beispielsweise Fenchelsamen, Ingwer, grünen Chillis und Curryblättern. Typischerweise werden Masala Vada zu einem süßen Milchtee oder -kaffee mit Chutney serviert.

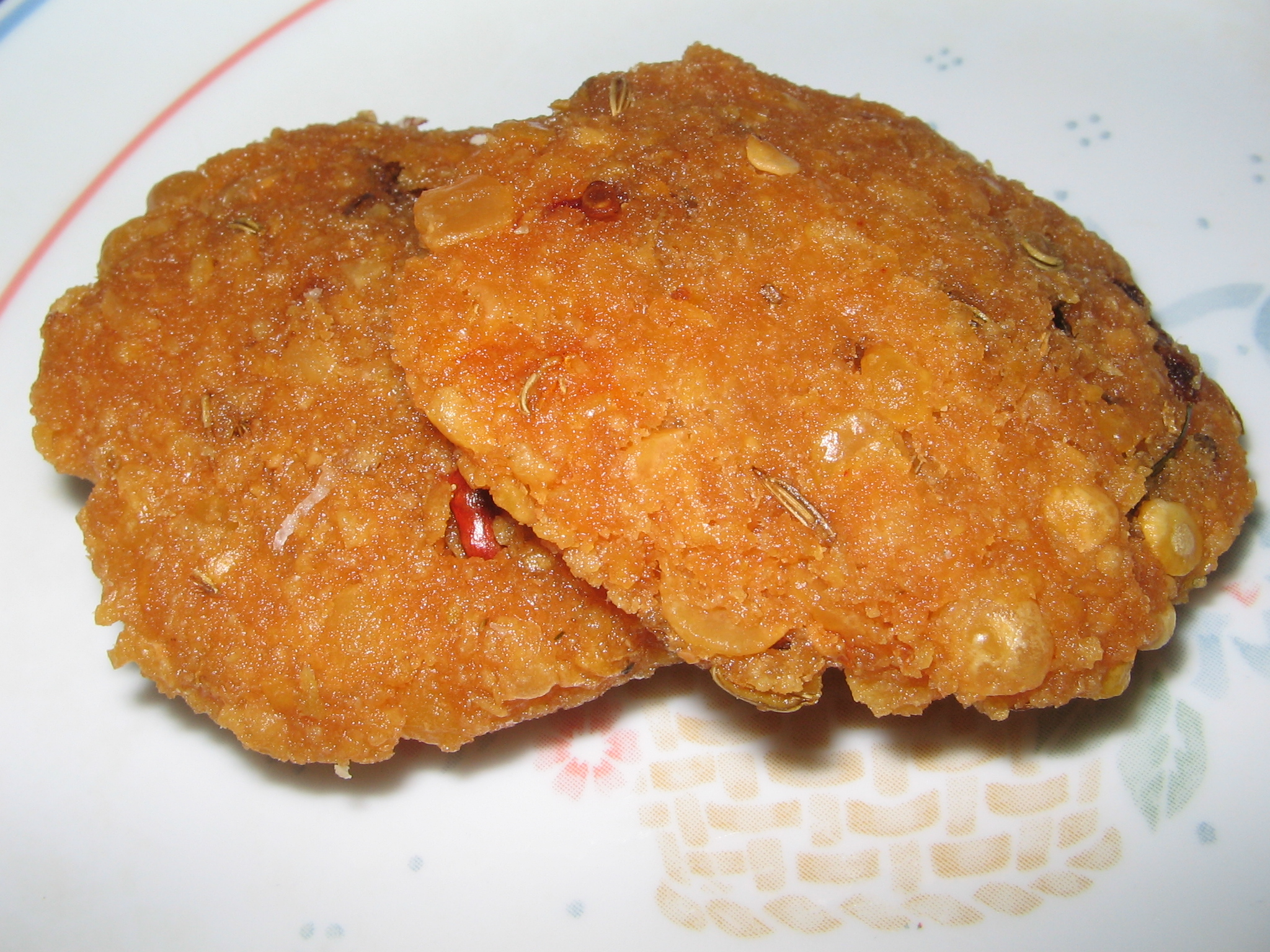
Zwei knusprig frittierte Masala Vada.

### Medu Vada
Medu Vada bestehen aus einem Teig aus Urdbohnen und werden ringförmig in heißem Fett ausgebacken. Diese Variation ist in Indien weit verbreitet wird häufig als Beilage, beispielsweise zu Idli oder Dosa, gereicht.

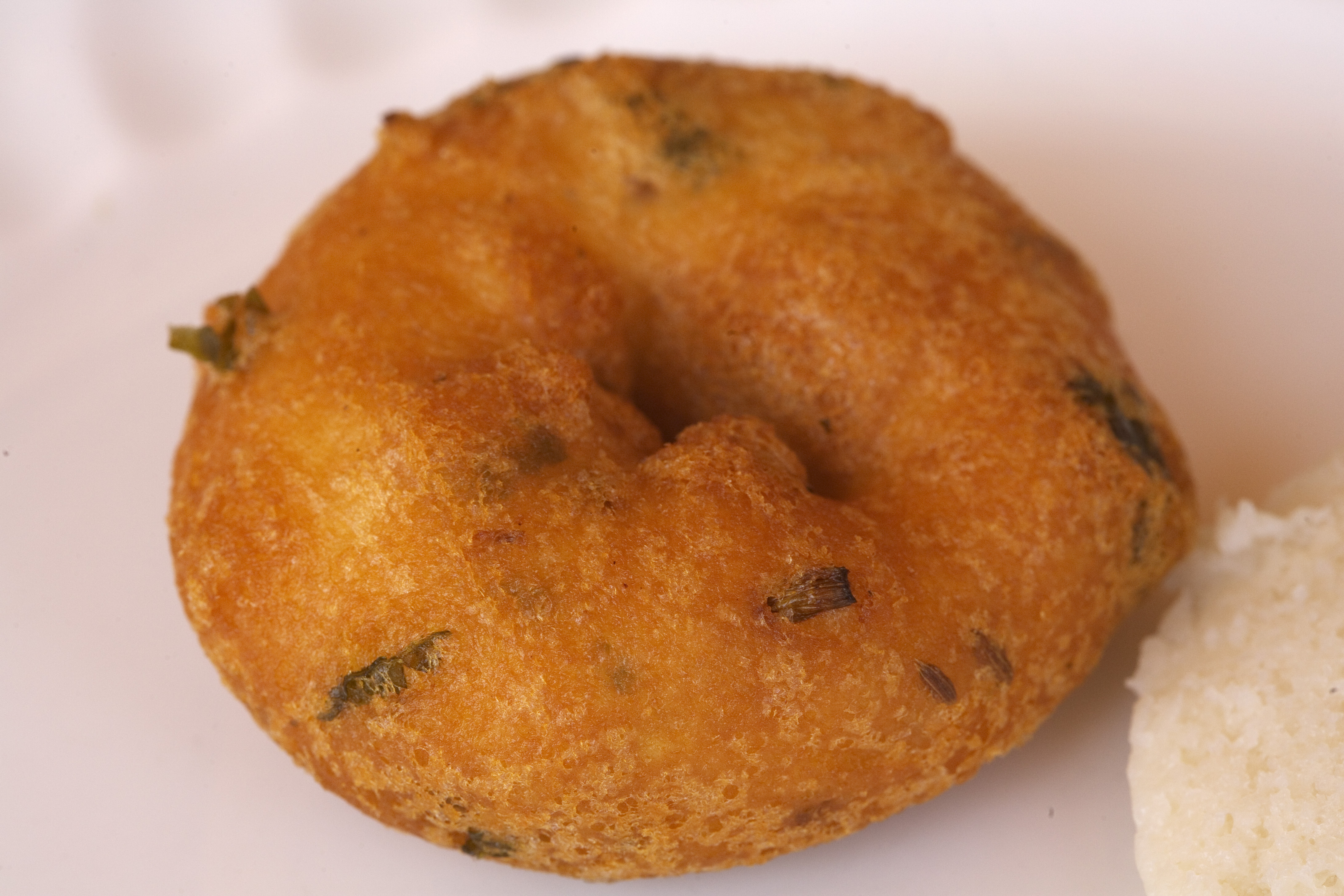
Medu Vada als Beilage zu Idli.

### Rasam Vada
Bei Rasam Vada, ursprünglich aus Tamil Nadu, handelt es sich um (Medu) Vada, die in einer dünnflüssigen, säuerlich-würzigen Suppe namens Rasam serviert werden.

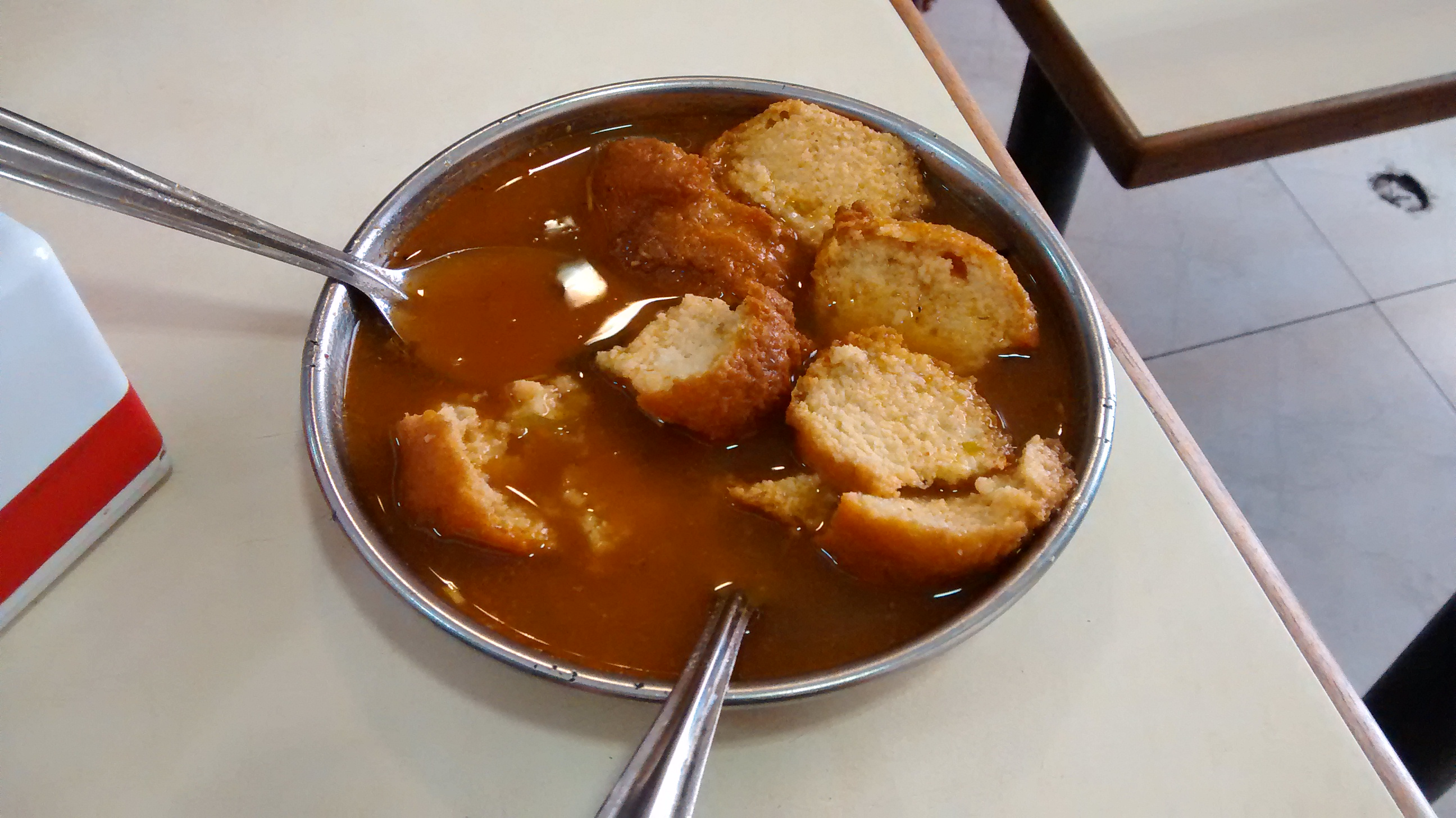
Ein zerteilter Vada in Rasam schwimmend.

### Sabudana Vada
Sabudana oder Sago Vada lassen sich der Küche Maharashtras zuordnen und bestehen hauptsächlich aus Perlsago. Dieser wird zusammen mit Kartoffeln, gemahlenen Erdnüssen, grünen Chillis und frischen Korianderblättern zu einem Teig verarbeitet und kugelförmig in Fett schwimmend ausgebacken.

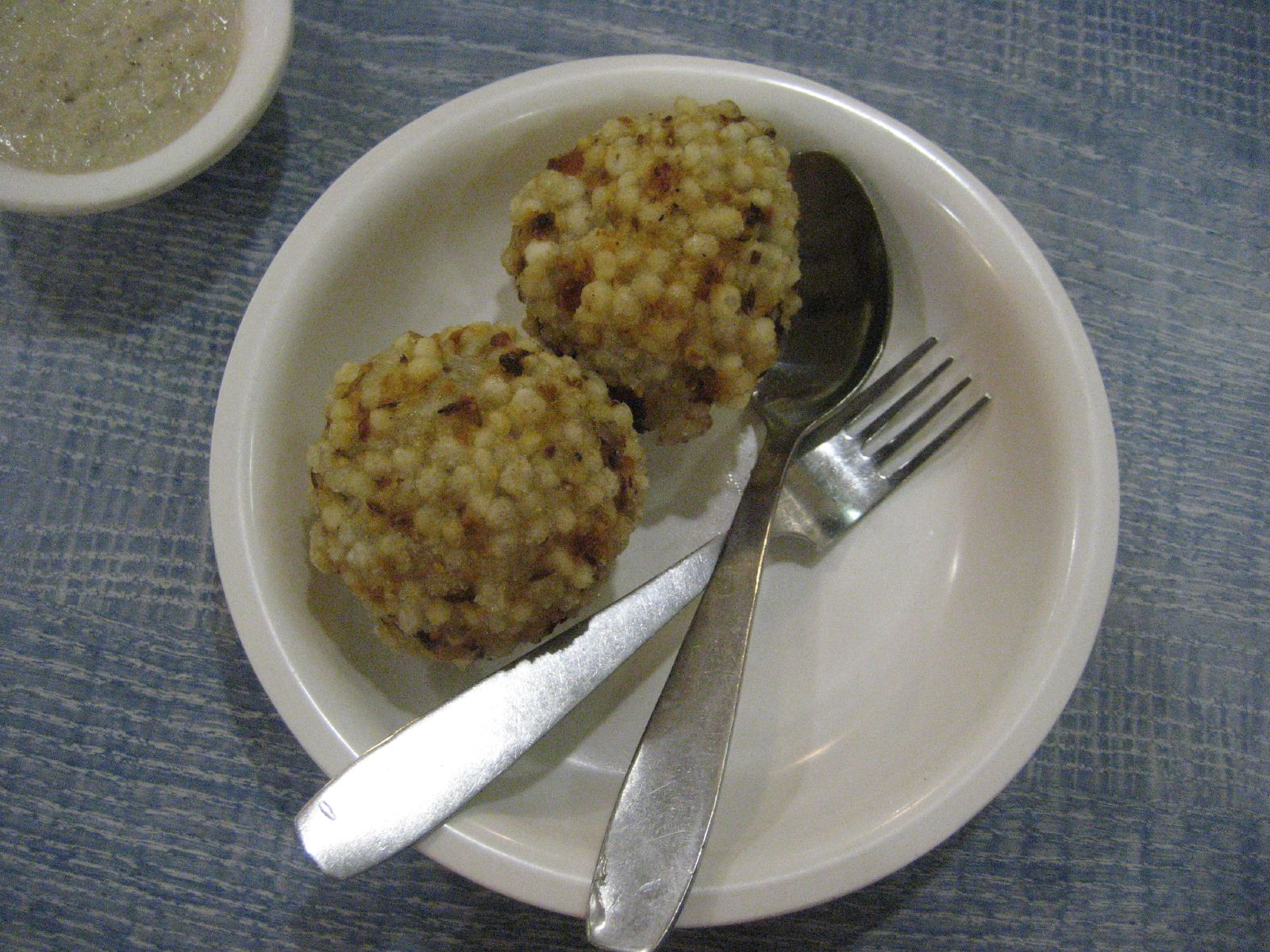
Zwei kugelförmige Sabudana Vada aus Perlsago.

### Vada Pav
Vada Pav ist ein Snack beziehungsweise Chaat der Küche Maharashtras, der besonders in Mumbai verbreitet ist. Es handelt sich dabei um einen vegetarischen Burger, bestehend aus einem Batata Vada in einem weichen Brötchen (Pav), der mit Chutney und grünen Chillis serviert wird.

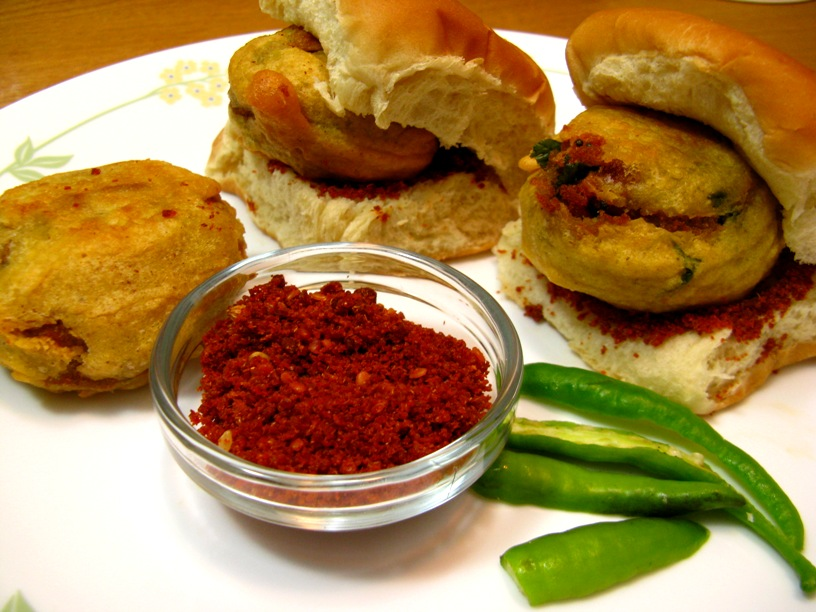
Ein Teller mit Vada Pav, Chutney und grünen Chillis.